# Wereldkampioenschap voetbal 2018 (Groep G) Engeland - Panama
Dit artikel gaat over de wedstrijd in de groepsfase in groep G tussen Engeland en Panama die gespeeld werd op zondag 24 juni 2018 tijdens het wereldkampioenschap voetbal 2018. Het duel was de 29e wedstrijd van het toernooi.

## Voorafgaand aan de wedstrijd
- Engeland stond bij aanvang van het toernooi op de 13e plaats van de FIFA-wereldranglijst.[1]
- Panama staat bij aanvang van het toernooi op de 55e plaats van de FIFA-wereldranglijst.[2]
- De confrontatie tussen de nationale elftallen van Engeland en Panama vond nog nooit eerder plaats.[3]
- Het duel vindt plaats in het Volgograd Arena in Wolgograd. Dit stadion werd in 2017 geopend en heeft een capaciteit van 45.568.

## Wedstrijdgegevens[4]
| Datum                | 24 juni 2018                                                                               | 24 juni 2018                                                                               |
| Wedstrijdnummer      | 29                                                                                         | 29                                                                                         |
| Stadion              | Volgograd Arena, Wolgograd                                                                 | Volgograd Arena, Wolgograd                                                                 |
| Toeschouwers         | 43.319                                                                                     | 43.319                                                                                     |
| Scheidsrechter       | Gehad Grisha                                                                               | Gehad Grisha                                                                               |
| Assistenten          | Redouane Achik Waleed Ahmed                                                                | Redouane Achik Waleed Ahmed                                                                |
| Vierde official      | Norbert Hauata                                                                             | Norbert Hauata                                                                             |
| Videoscheidsrechters | Danny Makkelie Sander van Roekel (assistent) Paweł Gil (assistent) Mark Geiger (assistent) | Danny Makkelie Sander van Roekel (assistent) Paweł Gil (assistent) Mark Geiger (assistent) |
| Man van de wedstrijd | Harry Kane                                                                                 | Harry Kane                                                                                 |
|                      | Engeland                                                                                   | Panama                                                                                     |
| Doelpunten           | 6                                                                                          | 1                                                                                          |
| Gele kaarten         | 1                                                                                          | 3                                                                                          |
| Rode kaarten         | 0                                                                                          | 0                                                                                          |
| Wissels              | 3                                                                                          | 3                                                                                          |
| Schoten op doel      | 9                                                                                          | 3                                                                                          |
| Schoten naast doel   | 3                                                                                          | 5                                                                                          |
| Overtredingen        | 14                                                                                         | 13                                                                                         |
| Hoekschoppen         | 3                                                                                          | 2                                                                                          |
| Buitenspel           | 3                                                                                          | 0                                                                                          |
| Vrije trappen        | 13                                                                                         | 17                                                                                         |
| Balbezit (%)         | 58                                                                                         | 42                                                                                         |

| Engeland | 6 – 1        | Panama |
| Stones 8', 40' Kane 22' (pen.), 45+1' (pen.), 62' Lingard 38' | goals        | 78' Baloy |
| Gareth Southgate | bondscoach   | Hernán Darío Gómez |
| Jordan Pickford Kyle Walker John Stones Harry Maguire Jesse Lingard 63' Jordan Henderson Harry Kane 63' Raheem Sterling Kieran Trippier 70' Ashley Young Ruben Loftus-Cheek | opstellingen | Jaime Penedo Michael Murillo Fidel Escobar Román Torres 69' Gabriel Gómez Blas Pérez 69' Édgar Bárcenas Armando Cooper Erick Davis 62' Aníbal Godoy José Luis Rodríguez |
| Fabian Delph 63' Jamie Vardy 63' Danny Rose 70' | wissels      | 62' Ricardo Ávila 69' Abdiel Arroyo 69' Felipe Baloy |
| Ruben Loftus-Cheek 24' | gele kaarten | 10' Armando Cooper 44' Fidel Escobar 72' Michael Murillo |
| | rode kaarten | |